# Trawsfynydd

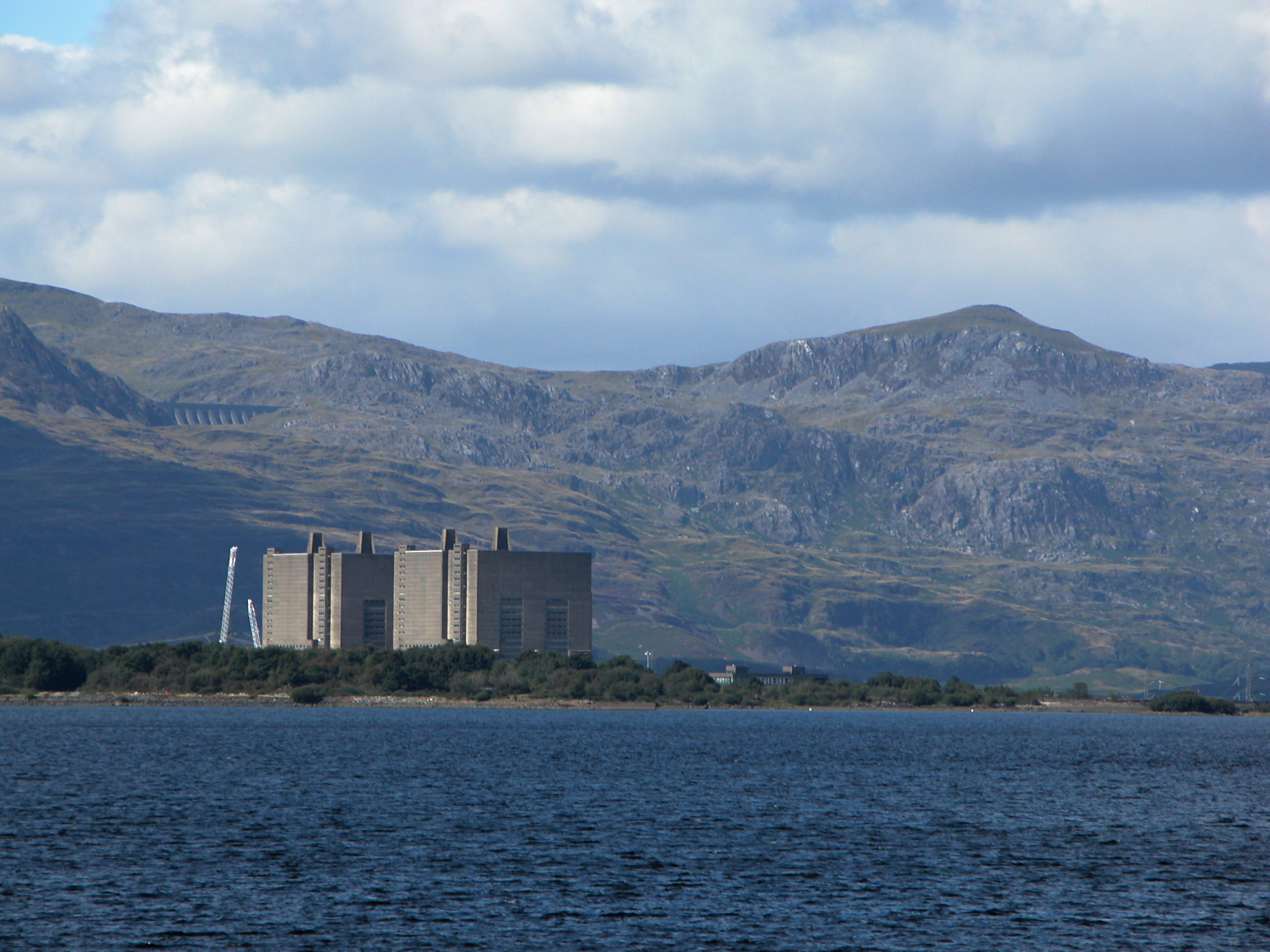
La centrale nucleare di Trawsfynydd

Trawsfynydd (pron.: /trausˈvənɨ̞ð/; 0,208 km²) è un villaggio di circa 900 abitanti del Galles nord-occidentale, facente parte della contea del Gwynedd e situato sulle sponde del lago (di) Traswsfynydd (Llyn Trawsfynydd), all'interno del parco nazionale di Snowdonia.

## Etimologia
Il toponimo Trawsfynydd significa letteralmente "tra le montagne", con chiaro riferimento alla posizione del villaggio. Precedentemente il villaggio si chiamava Llanedenowan.

## Geografia fisica

### Collocazione
Trawsfynydd si trova nella parte centrale della parco nazionale di Snowdonia, tra le località di Talsarnau e Frongoch (rispettivamente ad est della prima e ad ovest della seconda) e tra le località di Blaenau Ffestiniog e Llanelltyd/Dolgellau (rispettivamente a sud della prima e a nord delle seconde), a circa 9 km a sud di Llan Ffestiniog. Il villaggio è adagiato lungo la sponda sud-occidentale del Llyn Trawsfynydd.

## Società

### Evoluzione demografica
Al censimento del 2001, Trawsfynydd contava una popolazione pari a 949 abitanti, di cui 468 erano donne e 481 erano uomini.

## Edifici e luoghi d'interesse

### Chiesa di S. Madryn
Tra gli edifici d'interesse di Trawsfynydd, figura la chiesa di S. Madryn, risalente alla seconda metà del VI secolo.

### Tomen y Mur
Nei dintorni del villaggio si trova inoltre il sito archeologico noto come Tomen y Mur, che comprende i resti di un antico insediamento romano e di un motte di epoca normanna,.

### Centrale nucleare di Trawsfynydd
Dal 1965 al 1991 fu operativa nel villaggio una centrale nucleare.